# Kristalina Georgieva
Kristalina Ivanova Georgieva (en bulgare : Кристалина Иванова Георгиева, [gɛɔrgiɛva]), née le 13 août 1953 à Sofia, est une économiste, fonctionnaire internationale et femme politique bulgare. Elle est directrice générale du Fonds monétaire international (FMI) depuis le 1er octobre 2019.
Universitaire spécialisée en économie entre 1977 et 1993, elle rejoint ensuite la Banque mondiale, dont elle devient vice-présidente en 2008. Elle est nommée à la Commission européenne en 2009, sur proposition du gouvernement conservateur bulgare, et obtient le portefeuille de la Coopération internationale.
Elle est confirmée en 2014 au sein de l'exécutif communautaire, où elle occupe le poste de troisième vice-présidente de la Commission européenne, déléguée au Budget et aux Ressources humaines. Elle démissionne fin 2016 afin de prendre le poste nouvellement créé de directrice générale de la Banque mondiale. À ce titre, elle assume l'intérim de la présidence de l'institution pendant quelques semaines au début de l’année 2019.
Les pays européens s'accordent en 2019 pour proposer sa candidature à la direction du Fonds monétaire international (FMI) en remplacement de Christine Lagarde, choisie pour présider la Banque centrale européenne.

## Biographie

### Parcours universitaire
Après avoir obtenu une maîtrise de politique économique et sociologie au Haut institut d'économie Karl-Marx de Sofia, elle y obtient un doctorat en sciences économiques.
Professeur associée au sein du Haut institut, qui reprend son nom initial de « université d'économie nationale et mondiale » en 1990, entre 1977 et 1993, elle rejoint le Massachusetts Institute of Technology (MIT) pour accomplir des recherches en politique environnementale et enseigner au sujet des économies en transition.

### Responsabilités à la Banque mondiale
En 1993, elle abandonne son parcours universitaire et rejoint la Banque mondiale, où elle commence par un poste d'économiste de l'environnement, puis d'économiste de l'environnement en chef. Elle est ensuite promue directrice de l'environnement pour l'Asie orientale et le Pacifique, puis directrice de la Stratégie, des Politiques et de la Finance environnementales.
Elle est nommée directrice de la banque pour la Russie en 2004, dirigeant dès lors plusieurs projets dans les domaines du développement régional, de l'éducation ou encore des douanes. En 2007, elle devient directrice du Développement durable, avant d’accéder à la vice-présidence de la Banque mondiale un an plus tard.
Le 2 janvier 2017, elle est nommée à la fonction de directrice générale. Elle exerce l’intérim à la présidence de l'institution entre février et avril 2019, à la suite de la démission de Jim Yong Kim.

### Commissaire européenne
Après avoir été pressentie, à la suite de la victoire du parti Citoyens pour le développement européen de la Bulgarie (GERB) aux élections législatives de 2009, comme vice-ministre-présidente et ministre de l'Économie et de l'Énergie, elle est choisie par le gouvernement de Boïko Borissov comme candidate à la Commission européenne au début de l'année 2010. Elle remplace alors Roumiana Jeleva, qui a échoué devant le Parlement européen. Elle prend le portefeuille de commissaire européen à la Coopération internationale, à l'Aide humanitaire et à la Réaction aux crises et entre en fonction le 10 février 2010.
Elle est citée en 2014 parmi les possibles candidats pour succéder à Catherine Ashton à la fonction de Haut Représentant de l'Union pour les affaires étrangères et la politique de sécurité. Elle est finalement nommée vice-présidente, chargée du Budget et des Ressources humaines dans la commission Juncker.
Après l'échec d'Irina Bokova à la succession de Ban Ki-moon comme secrétaire général de l'ONU en 2016, le gouvernement bulgare décide de proposer la candidature de Kristalina Georgieva pour le sixième tour de scrutin face à António Guterres et 11 autres candidats,.
Le 28 octobre 2016, elle démissionne de sa fonction de commissaire européenne pour retourner à la Banque mondiale, en tant que directrice générale.

### Directrice générale du Fonds monétaire international
En juillet 2019, son nom est évoqué pour prendre la présidence de la Commission européenne. Elle se porte ensuite candidate à la succession de Christine Lagarde à la direction générale du Fonds monétaire international (FMI). Le 2 août 2019, après la démission de cette dernière et de longues négociations, Kristalina Georgieva est désignée par les pays de l’Union européenne pour prendre la tête du FMI, obtenant le soutien de 56 % des pays représentant 57 % de la population de l'UE, face au Néerlandais Jeroen Dijsselbloem. La direction du FMI étant par tradition réservée aux Européens, elle a alors de fortes chances d’accéder à la tête de l’institution internationale ; cependant, une modification de ses statuts est nécessaire, Georgieva dépassant la limite d'âge de 65 ans. Le 25 septembre, elle est nommée directrice générale du FMI et entre en fonction le 1er octobre.
Le 16 septembre 2021, la Banque mondiale publie un rapport indépendant qui l'accuse d'avoir fait pression en 2017 pour biaiser le classement des pays publié par la Banque mondiale, quand elle y était en poste, afin de favoriser la Chine. Kristalina Georgieva se dit « en désaccord » avec les conclusions de l’enquête et dément toute manipulation,. Le Prix Nobel d’économie et ancien économiste en chef à la Banque mondiale Joseph Stiglitz dénonce une « tentative de renversement » orchestrée par les milieux conservateurs américains. Après enquête et discussions au sein du FMI, elle est confirmée dans ses fonctions le 11 octobre 2021. En avril 2024, elle est seule candidate à sa propre succession.

### Autres fonctions
Elle est membre du conseil d'administration du Forum économique mondial.

## Distinctions
- Première classe de l'Ordre de l’Étoile Planina (Bulgarie).
- Médaille de l'Ordre de l'Amitié (Russie).